# سس هلو

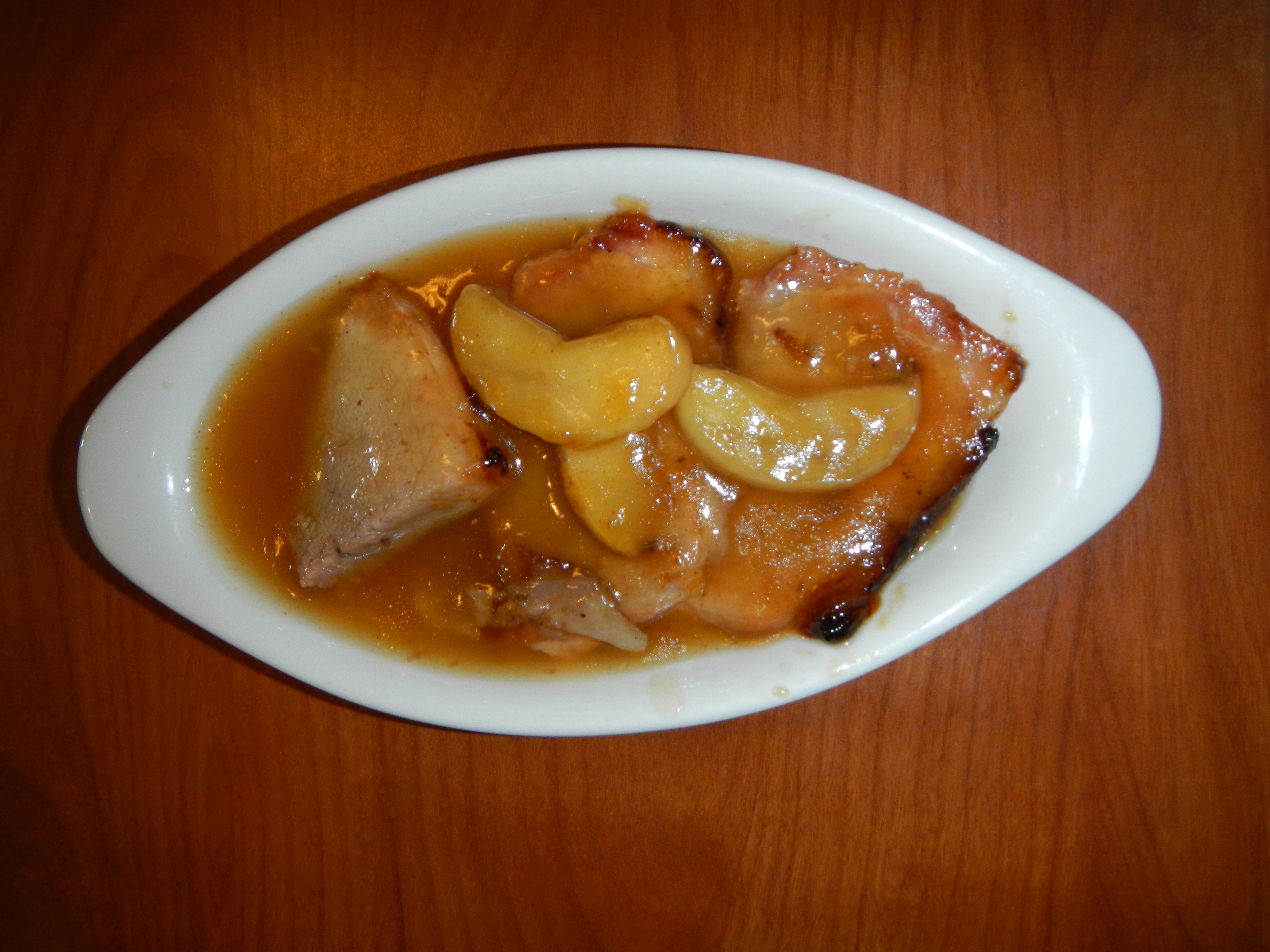
گوشت خوک با سس هلو

سس هلو به عنوان همراه در غذاهای چینی و سایر غذاها استفاده می‌شود. همچنین در کنسرو هلو و چتنی استفاده می‌شود.
سس هلو ممکن است به عنوان سس دسر به عنوان رویه پنکیک، و همچنین در غذاهای خوش طعم، مانند مرغ کبابی، میگوی نارگیل و گوشت خوک استفاده شود.